# Capritx (restaurant)
Capritx és un restaurant ubicat a Terrassa, dirigit pel xef Artur Martínez.
L'any 2002 va néixer el restaurant 'Capritx', quan Artur Martínez va reconvertir el vell bar dels seus avis, enganxat a la botiga de menjar per emportar que atenen els seus pares, 'El Buen Gusto', en un restaurant amb un espai reduït, amb només cinc taules per a 14 comensals, però amb una gran ambició gastronòmica. Des que l'any 2010 va rebre una Estrella Michelin, Capritx és convertí en un dels restaurants amb amb aquesta distinció amb menys infraestructura i Martínez un dels xefs que aconsegueix més amb menys. L'any 2017 el restaurant Capritx tanca per traslladar-se a Barcelona i continuar evolucionant. El 2019 neix Aürt Restaurant, prosseguint amb l'estrella Michelin i aconseguint reconeixements com Dos Soles Repsol, Millor Disseny de Restaurant Europeu 2019, Millor Restaurant a Hotel d'Espanya 2022, 2023, 2024, Premi Cuiner Responsable 2024, Premi Montagud 2024 o TOP 7 Guia Macarfi entre d'altres.